# Bramborák

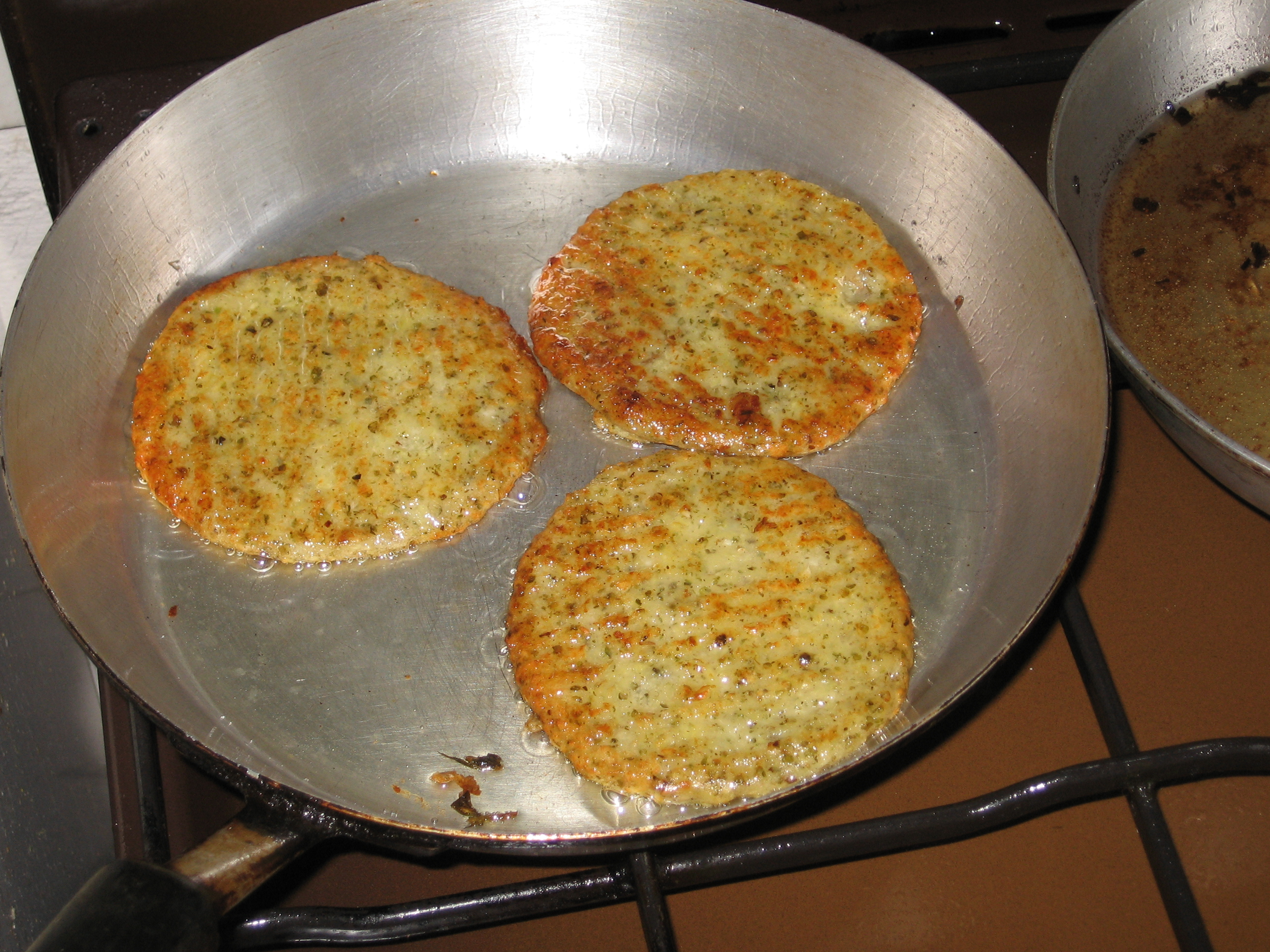
Bramboráky se smaží na horkém tuku

Bramborák (starším, zejména jihočeským názvem cmunda, moravským starším názvem krompelák nebo v mnoha jiných regionálních názvech) je tradiční pokrm většiny slovanských a germánských národů a Maďarů. Zvlášť rozšířený a dominantní je v Bělorusku a Lucembursku.
V Německu má bramborák (Kartoffelpuffer) slanou i sladkou variantu bramboráku; těsto pro sladkou variantu se připravuje bez česneku a zmíněných koření, bramborák se potírá sladkým jablečným protlakem. Taktéž v Polsku se bramborák (placek ziemniaczany) jí i na sladko, jen posypaný cukrem, případně politý smetanou. Na Valašsku se připravuje jen ze strouhaných syrových brambor a mouky, za tepla se potře máslem a pocukruje.

## Česko

### Příprava
Připravuje se smažením na tuku tenké vrstvy těsta z jemně nastrouhaných syrových brambor, mouky, vajec, česneku, soli a majoránky, případně mléka a dalšího koření (kmín, pepř, nakrájená cibule). Jí se teplý, samostatně nebo se zelím a uzeným masem (kaplická cmunda), jako obal vepřového masa (havířský nebo slezský řízek) nebo se škvarky. Může se použít i jako příloha, obvykle k masu a omáčce. Na Moravě dřív nezřídka s podílem strouhané zeleniny (celer, mrkev) a kořeněný též saturejkou nebo tymiánem. Smažený na husím nebo vepřovém sádle.
Brambory mohou být nahrazeny cuketou (tzv. cukeťák), jako doplněk bramborového základu se může použít kromě cuket také např. mrkve, celer, baklažán i jiná vhodná (tvrdší) zelenina.

### Zvláštní druhy
- Sejkory – bramborák pečený nasucho přímo na plotně (hory severovýchodních Čech).
- Strouhanec – bramborák z nahrubo strouhaných brambor.
- Kynutý bramborák

### Krajové názvy a varianty
- Bramborka – Podkrkonoší (Náchodsko)[7]
- Baba (Zemiaková baba) – západní Slovensko[8]
- Báč – okolí Domažlic[9], okolí Prostějova[zdroj?]
- Bandorák – Krkonoše[10]
- Cmonda – Haná[11]
- Cmunda - Jižní Čechy (Kaplicko, Besednicko, Třeboňsko, Táborsko)[12]
- Ertepliak - oblast Spiše - Krompachy[zdroj?]
- Haruľa – Horehroní (Slovensko)[13]
- Halušken - předválečné Jablonecko[zdroj?]
- Hňup – podhůří Beskyd, Novojičínsko[14]
- Kocour - Ládví, okr. Praha-východ[15]
- Kostrbáč – Železné hory (Pardubicko)[16]
- Kostrbák – Pardubice[17]
- Kramflek – podhůří Orlických hor[18]
- Křapáč – východní Čechy (Letohrad)[19]
- Křápanec – východní Čechy (Choceňsko)[20]
- Mrzák – severní Horácko, okolí Žďáru nad Sázavou a Nového Města na Moravě[21]
- Pampuch – Frenštát pod Radhoštěm, Trojanovice[22]
- Placek – okolí Opavy
- Polesník – Kysuce[23]
- Podplamenník – Zázrivá (Orava)[24]
- Prskanec – okolí Benešova[25]
- Stryk – těšínské Slezsko
- Smrazky, Zmrazky – na jih od Chrudimi a v okolí Hlinska[26] (nepoužívá se v jednotném čísle, ale běžně se říká „Dáš si smrazek?“[zdroj?])
- Škramplata – z okolí Pardubic[zdroj?]
- Toč – okolí Domažlic[27]
- Trinčka – okolí Příboru[28]
- Vošouch – Plzeň a široké okolí: buď normální bramborák, anebo se zapečenými kousky uzeného masa.[29]

## Švédsko
Ve Švédsku je připravován pokrm zvaný råraka ze strouhaných syrových brambor smažených v podobě placky na másle. Do tohoto těsta může být přidána nastrouhaná cibule nebo vejce, v případě pokrmu zvaného raggmunk je k bramborům přidáno vejce, mouka a mléko a hotová placka je servírována se smaženou slaninou a brusinkovým džemem.

## Židé

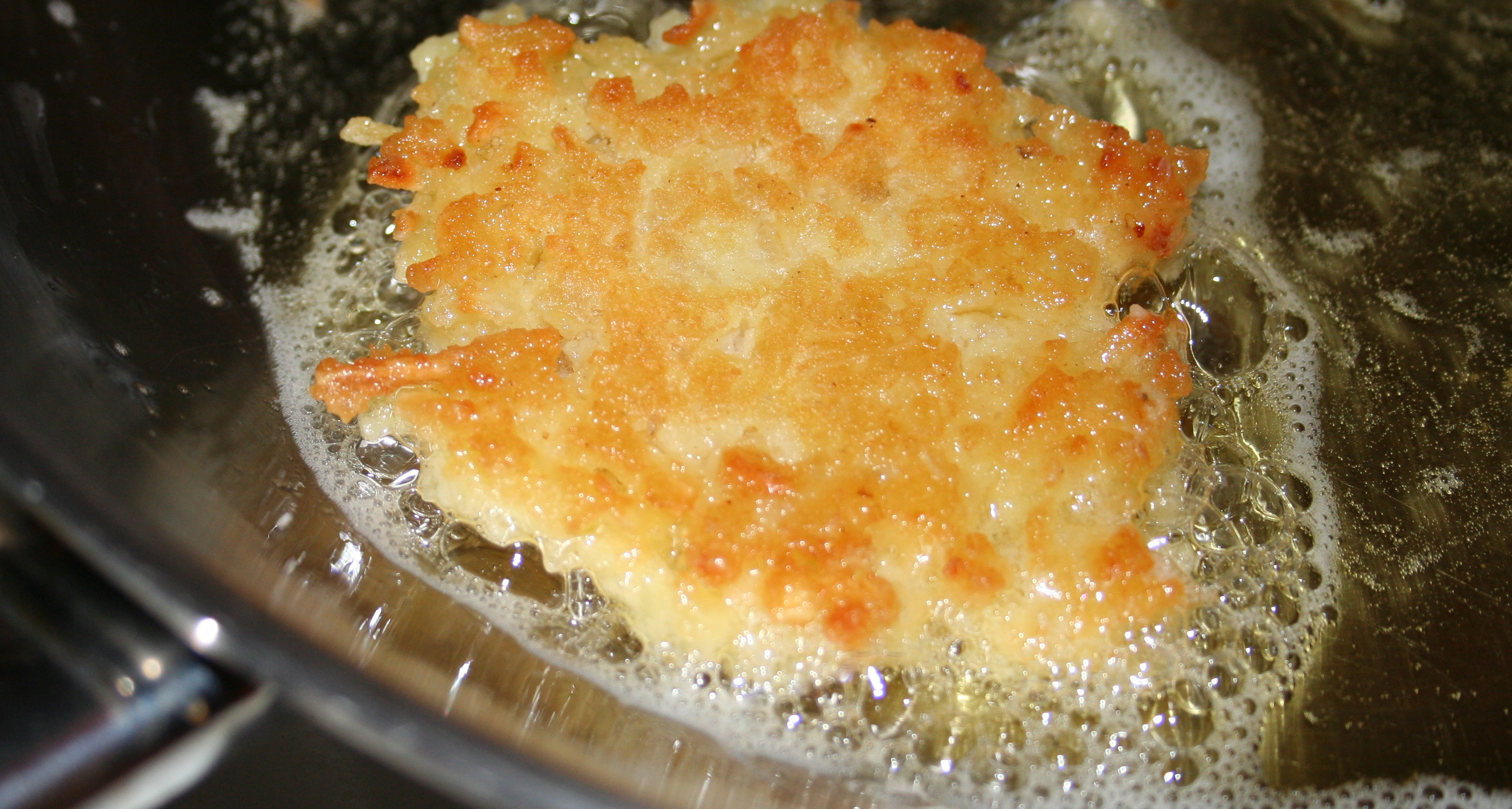
Smažení latke na olivovém oleji

Bramboráky, jinak též latke případně latkes (v jidiš: לאַטקעס, hebrejsky: לביבה, leviva, pl.: לביבות, levivot), tradičně jedí Židé během svátku chanuka. Olivový olej, na kterém se smaží, je připomínkou oleje z chanukového příběhu, který po vysvěcení jeruzalémského druhého Chrámu vydržel zázrakem v chanukovém svícnu hořet po osm dní.